# New York Daily News

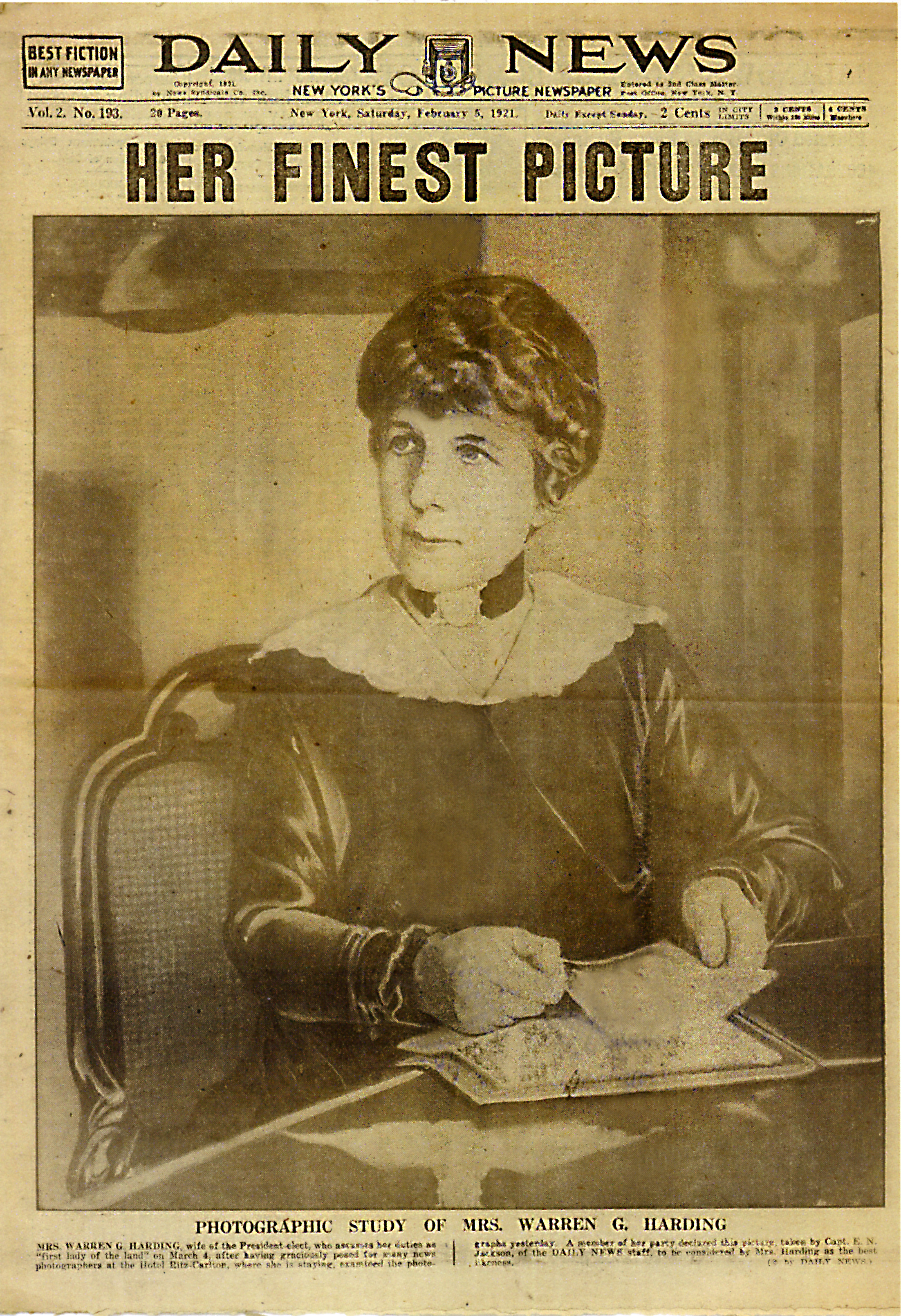
Capa do Daily News de 5 de fevereiro de 1921

Daily News é um jornal norte-americano, com sede na cidade de Nova Iorque e o quinto maior jornal de publicação diária nos Estados Unidos, com uma circulação diária de mais de 600 mil exemplares.

## Sede principal
Desde a sua fundação, baseou-se no 23 Park Place, a uma quadra da prefeitura e a dois quarteirões do Park Row. As condições apertadas, no entanto, exigiam um espaço maior para um jornal em crescimento.
De 1929 a 1995, o Daily News foi então baseado em um prédio histórico no 220 E 42nd Street, perto da Segunda Avenida, dos arquietos John Mead Howells e Raymond Hood. O jornal mudou-se para o 450 W 33rd Street em 1995, mas a localização da rua 42 ainda é conhecida como The News Building e ainda possui um globo terrestre e instrumentos meteorológicos no lobby.